# Be My Lover
«Be My Lover» es el segundo sencillo de la banda alemana de eurodance La Bouche. Se trata de uno de sus más grandes éxitos junto a sus otro sencillo: «Sweet Dreams». Esta canción ha tenido versiones remix. Alcanzó el número seis en el Billboard Hot 100 en los Estados Unidos. También encabezó las listas de baile de América durante dos semanas en diciembre de 1995 y alcanzó el número uno en Australia.

## En otros medios
La canción fue tocada en el 1995 telenovela brasileña A Próxima Vítima, en el 1997 la película Romy and Michele's High School Reunion, en la película de 1998 A Night at the Roxbury, en el 1999 la película Earthly Possessions,  en un episodio de sitcom por Step by Step. También se parodió como «One Zero 001» en el episodio ordenadores con temas de Bill Nye the Science Guy y se utiliza en Audition Online Dance Battle como una canción. Se puede escuchar vagamente en el fondo en el episodio «World's Greatest Dick» de 3rd Rock from the Sun, en el Bar Gay que Sally y Harry entran en al principio del episodio. 
La canción se convirtió en la más icónica del eurodance por su coro: la la la dee dee la la la y por el poco uso de Auto-Tune.
En 2000, cuando Melanie Thornton dejó el grupo para comenzar su carrera como solista, se grabó una nueva versión de la canción interpretada por Natascha Wright quien convocada por Frank Farian, fue la sucesora de Thornton. El tema se presentó la emisón ZDF Das große Sommer Hit-FestivaL el 27 de julio de ese mismo año.
En 2003, la canción fue versionada por Hysterie. En 2013, la cantante rumana de dance Inna fue cover de la canción de su tercer álbum de estudio Party Never Ends y lo lanzó como un sencillo oficial.

## Fecha de publicación
- 8 de marzo de 1995
- 30 de septiembre de 1995

## Lista de canciones
Estos son los formatos y listas con sus versiones respectivamente de "Be My Lover".
| CD maxisencillo 1 1. «Be My Lover» (radio edit) – 3:58 2. «Be My Lover» (club mix 135 BPM) – 5:28 3. «Be My Lover» (trance mix 150 BPM) – 6:35 4. «Do You Still Need Me» – 3:35 CD maxisencillo – Estados Unidos 1. «Be My Lover» (club mix) – 6:26 2. «Be My Lover» (Spike club mix) – 8:54 3. «Be My Lover» (Hi-NRG mix) – 5:46 4. «Be My Lover» (Alex goes to Cleveland mix) – 5:06 5. «Be My Lover» (Doug Laurent classic mix edit) – 4:07 12" maxisencillo – Estados Unidos, Reino Unido, Irlanda 1. «Be My Lover» (Spike club mix) – 8:54 2. «Be My Lover» (club mix) – 6:26 3. «Be My Lover» (Spike dub) – 8:21 4. «Be My Lover» (Hi-NRG mix) – 5:46 | 12" maxisencillo – Europa 1. «Be My Lover» (club mix) – 5:28 2. «Be My Lover» (house mix) – 4:26 3. «Be My Lover» (trance mix) – 6:35 4. «Be My Lover» (radio edit) – 3:59 CD maxisencillo – Remixes 1. «Be My Lover» (euro dance mix) – 6:12 2. «Be My Lover» (Hi-NRG mix) – 5:47 3. «Be My Lover» (serious groove dub mix) – 5:41 4. «Be My Lover» (Alex goes to Cleveland mix) – 5:05 5. «Be My Lover» (Doug Laurent classic mix – edit) – 4:10 6. «Be My Lover» (trance mix) – 7:12 7. «Be My Lover» (house mix) – 4:51 CD sencillo / Casete 1. «Be My Lover» (radio edit) – 3:58 2. «Be My Lover» (trance mix) – 6:35 (Germany only) 3. «Be My Lover» (house mix) – 4:49 (France only) 4. «Be My Lover» (radio edit 2) – 3:58 (U.S. only) |

## Posicionamiento en listas
| Listas (1995)                               | Mejor posición |
| ------------------------------------------- | -------------- |
| Australia (ARIA)                            | 2              |
| Austria (Ö3 Austria Top 40)                 | 3              |
| Bélgica (Ultratop 50 Flanders)              | 6              |
| Bélgica (Ultratop 50 Wallonia)              | 10             |
| Canada Dance (RPM)                          | 1              |
| Canadá (RPM)                                | 35             |
| Denmark (IFPI)                              | 18             |
| Finland (Suomen virallinen lista)           | 18             |
| France (SNEP)                               | 7              |
| Germany (Media Control Charts)              | 1              |
| Ireland (IRMA)                              | 13             |
| Italia (FIMI)                               | 2              |
| Japan (Oricon)                              | 10             |
| Países Bajos (Dutch Top 40)                 | 2              |
| New Zealand (RIANZ)                         | 44             |
| Norway (VG-lista)                           | 2              |
| Spain (AFYVE)                               | 7              |
| Sweden (Sverigetopplistan)                  | 1              |
| Switzerland (Schweizer Hitparade)           | 5              |
| United Kingdom (The Official Chart Company) | 27             |
| U.S. Billboard Hot 100                      | 6              |
| U.S. Billboard Hot Dance Club Play          | 1              |
| U.S. Billboard Rhythmic Top 40              | 7              |
| U.S. Billboard Top 40 Mainstream            | 5              |